# جيني سيمونز
جيني سيمونز (بالإنجليزية: Jenny Simmons)‏ هي مغنية أمريكية، ولدت في 17 نوفمبر 1980 في ألباكركي في الولايات المتحدة.

## وصلات خارجية
- الموقع الرسمي